# WWE Hell in a Cell
WWE Hell in a Cell (Celda Infernal en español)  era un evento anual de Premium Live Event producido por la empresa de lucha libre profesional estadounidense WWE durante el mes de junio. El evento cuenta con combates entre luchadores de las dos marcas de WWE (Raw y SmackDown). El evento de 2009 incluyó a la marca ECW antes de que fuera cerrada. Tras la separación de marcas de 2016, Hell in a Cell se volvió evento exclusivo de Raw. En 2017, el evento fue exclusivo para la marca SmackDown. En 2018, se anunció que Hell in a Cell sería un evento para ambas marcas.
Hell in a Cell fue incorporado a la programación de PPVs de WWE en 2009, reemplazando a No Mercy como el evento de principios del mes de octubre, y en 2012 se convirtió en el único evento del mes de octubre hasta 2020. A partir del 2021, el evento fue trasladado al mes de junio, reemplazando a Extreme Rules y luego en 2022 su último evento sucedió el 5 de junio de 2022. Cabe destacar que la particularidad de este evento es las luchas estelares se realizan dentro de la estructura Hell in a Cell o «celda infernal», lo que le da nombre al evento.
En 2023 el evento fue retirado y fue reemplazado por WWE Night of Champions que fue retirado en 2015 pero a regresado en 2023 para el 27 de marzo, de 2023 que originalmente el evento WWE King of the Ring hubiera tomado pero WWE anuncio hace unas semanas pasadas que WWE Night of Champions mejor iba tomar su lugar.

## Fechas y lugares
|  | Evento de Raw |  | Evento de SmackDown Live |

| Evento                   | Fecha                 | Lugar                    | Estadio                 | Evento principal                          |
| ------------------------ | --------------------- | ------------------------ | ----------------------- | ----------------------------------------- |
| 4 de octubre del 2009    | Hell in a Cell (2009) | Prudential Center        | Newark, Nueva Jersey    | D-Generation X vs. The Legacy             |
| 3 de octubre del 2010    | Hell in a Cell (2010) | American Airlines Center | Dallas, Texas           | Kane vs. The Undertaker                   |
| 2 de octubre del 2011    | Hell in a Cell (2011) | New Orleans Arena        | Nueva Orleans, Luisiana | John Cena vs. CM Punk vs. Alberto Del Rio |
| 28 de octubre del 2012   | Hell in a Cell (2012) | Philips Arena            | Atlanta, Georgia        | CM Punk vs. Ryback                        |
| 27 de octubre de 2013    | Hell in a Cell (2013) | American Airlines Arena  | Miami, Florida          | Randy Orton vs. Daniel Bryan              |
| 26 de octubre de 2014    | Hell in a Cell (2014) | American Airlines Center | Dallas, Texas           | Seth Rollins vs. Dean Ambrose             |
| 25 de octubre de 2015    | Hell in a Cell (2015) | Staples Center           | Los Ángeles, California | The Undertaker vs. Brock Lesnar           |
| 30 de octubre de 2016    | Hell in a Cell (2016) | TD Garden                | Boston, Massachusetts   | Sasha Banks vs. Charlotte Flair           |
| 8 de octubre de 2017     | Hell in a Cell (2017) | Little Caesars Arena     | Detroit, Míchigan       | Kevin Owens vs. Shane McMahon             |
| 16 de septiembre de 2018 | Hell in a Cell (2018) | AT&T Center              | San Antonio, Texas      | Roman Reigns vs. Braun Strowman           |
| 6 de octubre de 2019     | Hell in a Cell (2019) | Golden 1 Center          | Sacramento, California  | Seth Rollins vs. "The Fiend" Bray Wyatt   |
| 25 de octubre de 2020    | Hell in a Cell (2020) | Amway Center             | Orlando, Florida        | Drew McIntyre vs. Randy Orton             |
| 20 de junio de 2021      | Hell in a Cell (2021) | Yuengling Center         | Tampa, Florida          | Bobby Lashley vs. Drew McIntyre           |
| 5 de junio de 2022       | Hell in a Cell (2022) | Allstate Arena           | Rosemont, Illinois      | Cody Rhodes vs. Seth Rollins              |

## Ediciones

### 2009
Hell in a Cell 2009 tuvo lugar el 4 de octubre de 2009 desde el Prudential Center en Newark, Nueva Jersey. El tema oficial del evento fue "Monster" de Skillet.

#### Resultados
- Dark Match: Matt Hardy derrotó a Mike Knox (6:00)[4]
  - Hardy cubrió a Knox después de un «Twist of Fate».
- The Undertaker derrotó a CM Punk en un Hell in a Cell Match y ganó el Campeonato Mundial Peso Pesado. (10:24)[5]
  - The Undertaker cubrió a Punk después de un «Tombstone Piledriver».
- John Morrison derrotó a Dolph Ziggler y retuvo el Campeonato Intercontinental. (15:41)[6]
  - Morrison cubrió a Ziggler después de un «Starship Pain».
- Mickie James derrotó a Alicia Fox y retuvo el Campeonato de Divas. (5:20)[7]
  - James cubrió a Fox después de un «Mickie-DT».
- Jeri-Show (Chris Jericho & The Big Show) derrotaron a Batista & Rey Mysterio y retuvieron el Campeonato Unificado en Parejas de la WWE. (13:41)[8]
  - Show cubrió a Mysterio después de un «K.O. Punch» en medio del aire.
- Randy Orton derrotó a John Cena en un Hell in a Cell Match y ganó el Campeonato de la WWE. (21:24)[9]
  - Orton cubrió a Cena después de un «Running Punt Kick».
- Drew McIntyre derrotó a R-Truth. (4:38)[10]
  - McIntyre cubrió a R-Truth después de un «Future Shock».
- Kofi Kingston derrotó a Jack Swagger y The Miz y retuvo el Campeonato de los Estados Unidos. (7:53)[11]
  - Kingston cubrió a Miz después de un «Gutwrench Powerbomb» de Swagger.
- D-Generation X (Triple H & Shawn Michaels) derrotó a The Legacy (Cody Rhodes & Ted DiBiase) en un Hell in a Cell Match. (18:02)[12]
  - Michaels cubrió a Rhodes después de un «Sweet Chin Music» y un golpe con el mazo de Triple H simultáneamente.
  - Durante el combate Triple H fue sacado de la celda pero este regresó con una tenaza y logró volver a la celda.
  - Durante el combate, DiBiase fue sacado de la celda.
  - Después de la lucha, Michaels le aplicó otro «Sweet Chin Music» a DiBiase.
  - Este fue el primer Hell in a Cell Match entre equipos.

### 2010
Hell in a Cell 2010 tuvo lugar el 3 de octubre de 2010 en el American Airlines Center en Dallas, Texas. El tema oficial del evento fue "Sacrifice" de Atom Smash.

#### Resultados
- Dark Match: Goldust, Kofi Kingston & R-Truth derrotaron a Dolph Ziggler, Cody Rhodes & Drew McIntyre (con Vickie Guerrero).
  - Goldust cubrió a Rhodes.
- Daniel Bryan derrotó a The Miz y John Morrison en un Submissions Count Anywhere Match y retuvo el Campeonato de los Estados Unidos. (13:33)[14]
  - Bryan forzó a The Miz a rendirse con un «LeBell Lock».
  - Durante la lucha, Alex Riley interfirió a favor de The Miz.
- Randy Orton derrotó a Sheamus en un Hell in a Cell Match y retuvo el Campeonato de la WWE. (22:51)[15]
  - Orton cubrió a Sheamus después de un «RKO» sobre las escaleras metálicas.
- Edge derrotó a Jack Swagger. (11:31)[16]
  - Edge cubrió a Swagger después de un «Spear».
- Wade Barrett derrotó a John Cena. (17:48)[17]
  - Barrett cubrió a Cena después de que Husky Harris lo golpeara con un tubo de acero mientras que Michael McGillicutty distraía al árbitro.
  - Como consecuencia, Cena se unió a The Nexus.
  - Si Barrett perdía, The Nexus se disolvería.
  - Si The Nexus interfería, Cena ganaría automáticamente.
  - Durante la lucha, The Nexus y el roster de la WWE interfirieron a ayudar a Barrett y a Cena, respectivamente.
- Natalya derrotó a la Campeona de Divas Michelle McCool (con Layla) por descalificación. (4:54)[18]
  - McCool fue descalificada debido a la interferencia de Layla.
  - Como consecuencia, McCool retuvo el campeonato.
- Kane derrotó a The Undertaker (con Paul Bearer) en un Hell in a Cell Match y retuvo el Campeonato Mundial Peso Pesado. (21:38)[19]
  - Kane cubrió a The Undertaker después de golpearlo con la urna de Bearer y un «Chokeslam».
  - Durante la lucha, Bearer traicionó a The Undertaker y se unió a Kane.

### 2011
Hell in a Cell 2011 tuvo lugar el 2 de octubre de 2011 desde la New Orleans Arena en Nueva Orleans, Luisiana. El tema oficial del evento fue "Set the World on Fire" de Black Veil Brides.

#### Resultados
- Dark Match: Daniel Bryan derrotó a JTG.[21]
  - Bryan forzó a JTG a rendirse con un «LeBell Lock».
- Sheamus derrotó a Christian. (13:42)[22]
  - Sheamus cubrió a Christian después de un «Brogue Kick».
  - Antes de la lucha, se reveló que The Awesome Truth estaban entre el público, pero John Laurinaitis ordenó a los miembros del equipo de seguridad a expulsarlos del público.
- Sin Cara (azul) derrotó a Sin Cara (negro). (9:46)[23]
  - Sin Cara (azul) cubrió a Sin Cara (negro) después de revertir un «Powerbomb» en un «Code Azul».
- Air Boom (Kofi Kingston & Evan Bourne) derrotaron a Dolph Ziggler & Jack Swagger (con Vickie Guerrero) y retuvieron el Campeonato en Parejas de la WWE. (10:47)[24]
  - Bourne cubrió a Swagger después de un «Super Hurricarana».
- Mark Henry derrotó a Randy Orton en un Hell in a Cell Match y retuvo el Campeonato Mundial Peso Pesado. (15:58)[25]
  - Henry cubrió a Orton después de un «World's Strongest Slam».
  - Después de la lucha, Henry intentó lesionar a Orton con una silla, pero Orton le atacó.
- Cody Rhodes derrotó a John Morrison y retuvo el Campeonato Intercontinental. (7:20)[26]
  - Rhodes cubrió a Morrison con un «Roll-up».
  - Antes de la lucha, Rhodes introdujo el antiguo diseño del cinturón del Campeonato Intercontinental, tirando el otro a la basura.
- Beth Phoenix (con Natalya) derrotó a Kelly Kelly (con Eve Torres) y ganó el Campeonato de Divas. (8:28)[27]
  - Phoenix cubrió a Kelly después de que Natalya la golpeara con un micrófono seguido un «Glam Slam».
- Alberto Del Rio (con Ricardo Rodríguez) derrotó a John Cena (c) y CM Punk en un Hell in a Cell Match y ganó el Campeonato de la WWE. (24:09)[28]
  - Del Rio cubrió a Punk después de golpearle con un tubo de acero.
  - Durante la lucha, Rodríguez abrió la puerta de la celda e intentó interferir, pero Cena le aplicó un «Attitude Adjustment» en el exterior. Posteriormente, Del Rio atacó a Cena y lo dejó afuera de la celda hasta el final de la lucha.
  - Después de la lucha, Cena atacó a Del Rio.
  - Después de la lucha, The Awesome Truth atacaron a los 3 luchadores y al personal de la WWE e insultaron al público, hasta que fueron arrestados por la policía y posteriormente, siendo atacados por Triple H, que también atacó a John Laurinaitis.

### 2012
Hell in a Cell 2012 tuvo lugar el 28 de octubre de 2012 en el Philips Arena en Atlanta, Georgia. Los temas oficiales del evento fueron "In the End" de Black Veil Brides y "Sandpaper" de Fozzy.

#### Antecedentes
El evento principal involucró a CM Punk defendiendo su Campeonato de la WWE contra Ryback en un Hell in a Cell match. En Night of Champions el mes anterior, la lucha entre Punk y John Cena por el título terminó en un empate cuando Cena dejó caer sus hombros mientras cubría a Punk, convirtiéndolo en una doble cobertura. Después de esto, Cena continuamente desafió a Punk a una revancha, incluso mientras se recuperaba de una cirugía de brazo a principios de mes, a la que Punk se negó a aceptar. Mientras tanto, Ryback, que estaba invicto en la WWE desde abril, había intentado enfrentarse a Punk, con Punk por lo general escapando, incluyendo después de que Punk amenazó a Jim Ross durante un segmento de «noche de aprecio» honrando a Ross, y después de que Punk peleó con Vince McMahon. Esto último culminó en McMahon afirmando que Punk debía elegir defender el Campeonato de la WWE contra Ryback o Cena en Hell in a Cell, y si se negaba, McMahon elegiría por él. Cena voluntariamente abandonó desafiar a Punk a favor de apoyar a Ryback como el oponente de Punk en Hell in a Cell.

#### Resultados
- Randy Orton derrotó a Alberto Del Rio (con Ricardo Rodríguez). (12:40)[34]
  - Orton cubrió a Del Rio después de un «RKO» en el aire.
- Team Rhodes Scholars (Damien Sandow & Cody Rhodes) derrotaron a los Campeones en Parejas de la WWE Team Hell No (Daniel Bryan & Kane) por descalificación. (13:11)[35]
  - Team Hell No fue descalificado después de que Kane atacó a Rhodes y a Sandow constantemente.
  - Como resultado, Team Hell No retuvieron los campeonatos.
  - Después de la lucha, Kane le aplicó un «Chokeslam» a Sandow.
  - Team Rhodes Scholars lograron ser los retadores de este combate tras ganar en la final de un torneo.
- Kofi Kingston derrotó a The Miz y retuvo el Campeonato Intercontinental. (10:21)[36]
  - Kingston cubrió a The Miz después de un «Trouble in Paradise».
- Antonio Cesaro derrotó a Justin Gabriel y retuvo el Campeonato de los Estados Unidos. (7:22)[37]
  - Cesaro cubrió a Gabriel después de un «Gotch-Style Neutralizer».
- Rey Mysterio & Sin Cara derrotaron a The Prime Time Players (Darren Young & Titus O'Neil). (12:27)[38]
  - Mysterio cubrió a Young después de un «619» y un «Splash».
- The Big Show derrotó a Sheamus y ganó el Campeonato Mundial Peso Pesado. (20:14)[39]
  - Show cubrió a Sheamus después de un «K.O. Punch».
- Eve Torres derrotó a Kaitlyn y Layla y retuvo el Campeonato de Divas. (7:33)[40]
  - Eve cubrió a Layla después de un «Somersault Senton» desde la tercera cuerda sobre Kaitlyn y Layla.
- CM Punk (con Paul Heyman) derrotó a Ryback (con Brad Maddox como árbitro especial invitado) en un Hell in a Cell Match y retuvo el Campeonato de la WWE. (11:21)[41]
  - Punk cubrió a Ryback con un «Roll-up» después de un «Low Blow» de Maddox y que realizara la cuenta de tres rápidamente.
  - Después de la lucha, Ryback atacó a Maddox y le aplicó un «Shell Shocked» a Punk sobre el techo de la celda.

### 2013
Hell in a Cell 2013 tuvo lugar el 27 de octubre del 2013 desde el American Airlines Arena en Miami, Florida. El tema oficial del evento fue "Out of Time" de Stone Temple Pilots.

#### Antecedentes
El feudo principal hacia Hell in a Cell fue entre Daniel Bryan y Randy Orton por el vacante Campeonato de la WWE. Después de derrotar a John Cena para ganar el Campeonato de la WWE en SummerSlam en agosto, Bryan fue traicionado por el árbitro especial de ese combate, Triple H, lo que le permitió a Orton cobrar su contrato Money in the Bank y ganar el campeonato. En su revancha en Night of Champions en septiembre, Bryan derrotó a Orton para recuperar el título, pero el árbitro Scott Armstrong decidiendo la cuenta con un conteo muy rápido. Este controvertido final del combate resultó en el despido de Armstrong (kayfabe) y Bryan fue despojado del Campeonato de la WWE por Triple H la noche siguiente en Raw. El próximo encuentro programado de Bryan y Orton por el título vacante en Battleground el 6 de octubre terminó sin resultado después de que Big Show interfirió y atacó tanto a los luchadores como a los árbitros. Todavía sin Campeón de la WWE, en la edición del 7 de octubre de Raw, el gerente general Brad Maddox anunció que Bryan y Orton nuevamente competirían entre sí por el título vacante en un Hell in a Cell match con Shawn Michaels como árbitro especial.

#### Resultados
- Kick-Off: Damien Sandow derrotó a Kofi Kingston. (7:03)[47]
  - Sandow cubrió a Kingston después de un «You're Welcome».
  - Esta lucha fue emitida por Google+, WWE App, Facebook, YouTube y WWE.com.
  - El World Heavyweight Championship Money in the Bank de Sandow no estuvo en juego.
  - Originalmente, la lucha era entre Curtis Axel y Big E Langston por el Campeonato Intercontinental de Axel, pero fue cancelada debido a una lesión de Axel.
- Cody Rhodes & Goldust derrotaron a The Shield (Seth Rollins & Roman Reigns) y The Usos (Jey Uso & Jimmy Uso) y retuvieron el Campeonato en Parejas de la WWE. (14:39)[48]
  - Rhodes cubrió a Rollins después de un «Throat Thrust» de Goldust y un «Cross Rhodes».
- Fandango & Summer Rae derrotaron a The Great Khali & Natalya (con Hornswoggle). (4:39)[49]
  - Rae cubrió a Natalya después de un «Rope Lariat» y un «Roll-up».
- Big E Langston derrotó al Campeón de los Estados Unidos Dean Ambrose por cuenta fuera. (8:43)[50]
  - Langston ganó después de que Ambrose no volviera al ring antes de la cuenta de 10.
  - Como resultado, Ambrose retuvo el campeonato.
  - Después de la lucha, Langston le aplicó un «Big Ending» a Ambrose.
- CM Punk derrotó a Ryback & Paul Heyman en un 2-on-1 Handicap Hell in a Cell Match. (13:51)[51]
  - Punk cubrió a Ryback después de un golpe con un palo de kendo y un «Go To Sleep».
  - Después de la lucha, Punk atacó a Heyman en la cima de la celda con un palo de kendo y le aplicó un «Go To Sleep».
  - Originalmente, la lucha era sólo entre Punk y Ryback, pero Punk cambió la estipulación el 14 de octubre en Raw.
- Los Matadores (Diego & Fernando) (con El Torito) derrotaron a The Real Americans (Jack Swagger & Antonio Cesaro) (con Zeb Colter). (5:34)[52]
  - Diego cubrió a Swagger después de una combinación de «STO» y «Bulldog».
  - Después de la lucha, El Torito le aplicó un «Hurracanrana» a Cesaro.
- John Cena derrotó a Alberto Del Rio y ganó el Campeonato Mundial Peso Pesado. (15:20)[53]
  - Cena cubrió a Del Rio después de revertir un «Cross Armbreaker» en un «Attitude Adjustment».
  - Este fue el regreso de Cena a la WWE, después de una lesión de tríceps.
- AJ Lee (con Tamina Snuka) derrotó a Brie Bella (con Nikki Bella) y retuvo el Campeonato de Divas. (5:30)[54]
  - Lee forzó a Brie a rendirse con un «Black Widow».
- Randy Orton derrotó a Daniel Bryan (con Shawn Michaels como árbitro especial invitado) en un Hell in a Cell Match y ganó el vacante Campeonato de la WWE. (22:07)[55]
  - Orton cubrió a Bryan después de un «Sweet Chin Music» de Michaels.
  - Durante la lucha, Triple H interfirió a favor de Orton.

### 2014
Hell in a Cell 2014 tuvo lugar el 26 de octubre del 2014 desde el American Airlines Center en Dallas, Texas. El tema oficial del evento fue "Panic Room" de Theory of a Deadman.

#### Antecedentes
En Night of Champions, Dean Ambrose regresó a la WWE luego de un paréntesis de un mes, atacando a Seth Rollins. Más tarde esa noche, John Cena derrotó a Brock Lesnar por descalificación para el Campeonato Mundial Peso Pesado de la WWE cuando Rollins atacó a Cena. Rollins luego intentó cobrar su contrato de Money in the Bank en Lesnar, pero fue detenido por Cena. En el episodio del 29 de septiembre de Raw, Cena y Ambrose derrotaron a Kane y Randy Orton por descalificación después de que Rollins atacara a Ambrose. En la edición del 6 de octubre de Raw, Cena derrotó a Rollins, Orton y Kane por descalificación en un Handicap match. Triple H luego anunció que Cena se enfrentaría a Ambrose en Hell in a Cell, y que el ganador enfrentaría a Rollins más tarde en el evento en un Hell in a Cell match. En la edición del 10 de octubre de SmackDown, durante el segmento de Miz TV, The Miz anunció que el partido será un No Holds Barred Contract on a Pole match. En el episodio del 13 de octubre de Raw, Triple H anunció que el combate Cena-Ambrose se llevaría a cabo en Raw en el evento principal. Más tarde en el programa, Triple H otorgó a Orton un Hell in a Cell match contra el perdedor del No Holds Barred Contract on a Pole match en el evento. Ambrose ganó el combate contra Cena, estableciendo a Ambrose contra Rollins y Cena contra Orton. En el episodio del 20 de octubre de Raw, Triple H anunció que el combate entre Cena y Orton sería por una oportunidad por el Campeonato Mundial Peso Pesado de la WWE.

#### Resultados
- Kick-Off: Mark Henry derrotó a Bo Dallas. (0:32)[61]
  - Henry cubrió a Dallas después de un «World's Strongest Slam».
- Dolph Ziggler derrotó a Cesaro en un 2-out-of-3 Falls Match y retuvo el Campeonato Intercontinental. (12:15)[62]
  - Ziggler cubrió a Cesaro con un «Small Package». [1-0]
  - Ziggler cubrió a Cesaro después de un «Zig Zag». [2-0]
- Nikki Bella derrotó a Brie Bella. (8:21)[63]
  - Nikki cubrió a Brie después de un «Rack Attack».
  - Como resultado, Brie debió ser la asistente personal de Nikki por un mes, y si Brie no ejercía correctamente sus funciones, hubiera sido forzada a renunciar a la WWE.
- Gold & Stardust (Goldust & Stardust) derrotaron a The Usos (Jey Uso & Jimmy Uso) y retuvieron el Campeonato en Parejas de la WWE. (10:21)[64]
  - Goldust cubrió a Jey después de un «Final Cut».
- John Cena derrotó a Randy Orton en un Hell in a Cell Match y ganó una oportunidad por el Campeonato Mundial Peso Pesado de la WWE. (25:52)[65]
  - Cena cubrió a Orton después de un «Attitude Adjustment» sobre una mesa desde la segunda cuerda.
- Sheamus derrotó a The Miz (con Damien Mizdow) y retuvo el Campeonato de los Estados Unidos. (8:18)[66]
  - Sheamus cubrió a The Miz después de un «Brogue Kick» en el aire.
  - Durante la lucha, Mizdow distrajo al árbitro mientras Sheamus hacía la cuenta de tres.
- Rusev (con Lana) derrotó a The Big Show. (7:54)[67]
  - El árbitro paró la lucha después de que Rusev dejara inconsciente a Show con un «The Accolade»
  - Durante la lucha, Mark Henry intentó intervenir pero fue atacado por Rusev.
- AJ Lee derrotó a Paige (con Alicia Fox) y retuvo el Campeonato de Divas. (6:49)[68]
  - Lee forzó a Paige a rendirse con un «Black Widow».
  - Durante la lucha, Fox intervino a favor de Paige.
  - Después de la lucha, Paige abofeteó a Fox.
- Seth Rollins (con Jamie Noble & Joey Mercury) derrotó a Dean Ambrose en un Hell in a Cell Match. (18:54)[69]
  - Rollins cubrió a Ambrose después de un «Uranage» de Bray Wyatt.
  - Antes del combate, Ambrose atacó a Rollins, Mercury & Noble encima de la celda con un palo de kendo.
  - Durante la lucha, Mercury, Noble, Kane & Wyatt interfirieron a favor de Rollins.
  - Después de la lucha, Wyatt le aplicó un «Sister Abigail» a Ambrose.

### 2015
Hell in a Cell 2015 tuvo lugar el 25 de octubre del 2015 en el Staples Center de Los Ángeles, California. El tema oficial del evento fue "Cut the Cord" de Shinedown.

#### Antecedentes
En WrestleMania XXX en 2014, Brock Lesnar derrotó a The Undertaker para poner fin a la racha invicta de The Undertaker en WrestleMania. Un año más tarde en Battleground, Lesnar estaba a punto de derrotar a Seth Rollins por el Campeonato Mundial Peso Pesado de la WWE cuando The Undertaker apareció y atacó a Lesnar; Lesnar ganó el combate por descalificación pero no el título. Después de una pelea entre los dos en Raw, se enfrentarían en una revancha en SummerSlam. The Undertaker derrotó a Lesnar de manera controvertida; el cronometrador tocó la campana después de ver a The Undertaker supuestamente indicando sumisión; dado que el árbitro no vio una sumisión y nunca detuvo el combate, el combate continuó. La confusión permitió a The Undertaker sorprender a Lesnar con un golpe bajo antes de atraparlo en un Hell's Gate, causando que Lesnar quedara inconsciente, dándole a The Undertaker la victoria. En Night of Champions, se anunció que Lesnar enfrentaría a The Undertaker por última vez en un Hell in a Cell match en el evento. Este sería el segundo, ya que se enfrentaron 13 años antes por el Campeonato de la WWE en No Mercy 2002.
En Battleground, Bray Wyatt derrotó a Roman Reigns luego de una interferencia de Luke Harper. En SummerSlam, Reigns y Dean Ambrose derrotaron a Wyatt y Harper. En Night of Champions, Wyatt, Harper y Braun Strowman derrotaron a Reigns, Ambrose y Chris Jericho. En el episodio del 21 de septiembre de Raw, Randy Orton ayudó a Reigns y Ambrose a defenderse de un ataque de Wyatt, Harper y Strowman. Posteriormente, Reigns desafió a Wyatt a un Hell in a Cell match en el evento, que Wyatt aceptó. Un combate enfrentando a Ambrose y Orton contra Harper y Strowman también fue programado para el pre-show de Hell in a Cell, pero luego de que Orton sufriera una lesión en el hombro, el combate fue cancelado.
En Night of Champions, Kane regresó de una lesión como el «Demonio» Kane y atacó a Seth Rollins después de que Rollins retuviera el Campeonato Mundial Peso Pesado de la WWE contra Sting. Posteriormente, Rollins fue programado a defender su título contra Kane en el evento, pero con la estipulación de que si el «Demonio» Kane perdiera, Kane «Corporativo», el alter ego de Kane, sería despedido de su papel como Director de Operaciones.

#### Resultados
- Kick-Off: Dolph Ziggler, Cesaro & Neville derrotaron a Rusev, Sheamus & King Barrett. (11:38)[79]
  - Neville cubrió a Barrett después de un «Cesaro Swing» de Cesaro y un «Red Arrow».
  - Originalmente, la lucha del Kick-Off era entre Dean Ambrose & Randy Orton contra Braun Strowman & Luke Harper, pero fue sustituida debido a una lesión de Orton.
- Alberto Del Rio (con Zeb Colter) derrotó a John Cena y ganó el Campeonato de los Estados Unidos. (7:46)[80]
  - Del Rio cubrió a Cena después de un «Backstabber» y luego un «Superkick».
  - Este fue el regreso de Del Rio a la WWE.
- Roman Reigns derrotó a Bray Wyatt en un Hell in a Cell Match. (23:04)[81]
  - Reigns cubrió a Wyatt después de un golpe con un palo de kendo y un «Spear».
- The New Day (Big E & Kofi Kingston) derrotó a The Dudley Boyz (Bubba Ray & D-Von) y retuvo el Campeonato en Parejas de la WWE. (8:26)[82]
  - Kingston cubrió a Bubba Ray después de un «Trouble in Paradise».
  - Originalmente, Xavier Woods iba a estar en la esquina de The New Day, pero no estuvo debido a una lesión causada por The Dudley Boyz.
- Charlotte derrotó a Nikki Bella y retuvo el Campeonato de Divas. (10:39)[83]
  - Charlotte forzó a Nikki a rendirse con un «Figure Eight».
  - Después de la lucha, Paige & Becky Lynch celebraron junto a Charlotte.
- Seth Rollins derrotó a Kane y retuvo el Campeonato Mundial Peso Pesado de la WWE. (14:36)[84]
  - Rollins cubrió a Kane después de un «Pedigree».
  - Como resultado, Kane fue despedido como Director de Operaciones.
- Kevin Owens derrotó a Ryback y retuvo el Campeonato Intercontinental. (5:35)[85]
  - Owens cubrió a Ryback después de un «Pop-up Powerbomb».
- Brock Lesnar (con Paul Heyman) derrotó a The Undertaker en un Hell in a Cell Match. (22:10)[86]
  - Lesnar cubrió a The Undertaker después de un «Low Blow» y un «F-5» sobre la madera descubierta del ring.
  - Después de la lucha, The Wyatt Family atacó y secuestró a The Undertaker.

### 2016
Hell in a Cell 2016 tuvo lugar el 30 de octubre de 2016 en el TD Garden en Boston, Massachusetts, siendo exclusivo de la marca Raw. El tema oficial del evento fue "Breakin' Outta Hell" de Airbourne.

#### Antecedentes
En Clash of Champions, Charlotte derrotó a Sasha Banks y Bayley para retener el Campeonato Femenino de Raw. En el episodio del 3 de octubre de Raw, Banks derrotó a Charlotte por sumisión para convertirse en una dos veces campeona. Se programó una revancha para Hell in a Cell, y en el episodio del 10 de octubre de Raw, Banks desafió a Charlotte a un Hell in a Cell match, que Charlotte aceptó. Esto fue confirmado más tarde por el gerente general de Raw Mick Foley, convirtiendo a este en el primer Hell in a Cell match femenino.
En Clash of Champions, Roman Reigns ganó el Campeonato de Estados Unidos de Rusev. La noche siguiente en Raw, la revancha entre los dos terminó en una doble cuenta fuera. En el episodio del 3 de octubre de Raw, la esposa de Rusev, Lana, exigió una revancha, luego de lo cual Rusev atacó a Reigns e intentó irse con el cinturón, pero Reigns lo atacó con un Superman Punch y declaró que pelearía contra Rusev en un Hell in a Cell match por el título, una solicitud que luego fue aprobada.
En Clash of Champions, Kevin Owens derrotó a Seth Rollins para retener el Campeonato Universal de la WWE, en gran parte debido a la interferencia de Chris Jericho. En las siguientes semanas, los dos continuaron burlándose el uno al otro. Una revancha entre Owens y Rollins fue programada para Hell in a Cell. En el episodio del 10 de octubre de Raw, el gerente general Mick Foley y la comisionada Stephanie McMahon hicieron que el combate fuera un Hell in a Cell match para evitar más interferencias. En la misma noche, Rollins derrotó a Jericho en un combate el cual, si Jericho hubiese ganado, el combate en Hell in a Cell se habría convertido en un Triple Threat match.

#### Resultados
- Kick-Off: Cedric Alexander, Lince Dorado & Sin Cara derrotaron a Tony Nese, Drew Gulak & Ariya Daivari (9:45).[91][92]
  - Alexander cubrió a Gulak después de un «Lumbar Check».
- Roman Reigns derrotó a Rusev (con Lana) en un Hell in a Cell Match y retuvo el Campeonato de los Estados Unidos (24:36).[93][94]
  - Reigns cubrió a Rusev después de un «Spear» desde una escalera metálica.
- Bayley derrotó a Dana Brooke (6:30).[93][95]
  - Bayley cubrió a Brooke después de un «Bayley-to-Belly».
- Luke Gallows & Karl Anderson derrotaron a Enzo Amore & Big Cass (6:45).[93][96]
  - Anderson cubrió a Amore después de un «Magic Killer».
- Brian Kendrick derrotó a T.J. Perkins y ganó el Campeonato Peso Crucero de la WWE (10:35).[93][97]
  - Kendrick forzó a Perkins a rendirse con un «Captain's Hook».
- Charlotte Flair derrotó a Sasha Banks en un Hell in a Cell Match y ganó el Campeonato Femenino de Raw (22:25).[93][98]
  - Flair cubrió a Banks después de arrojarla contra una mesa y un «Natural Selection».
  - Antes de la lucha, Flair atacó a Banks afuera de la celda.
  - Este fue el primer Hell in a Cell Match entre mujeres y el primer evento principal entre mujeres en un PPV en WWE.

### 2017
Hell in a Cell 2017 tuvo lugar el 8 de octubre de 2017 desde el Little Caesars Arena en Detroit, Míchigan, siendo un evento exclusivo de la marca SmackDown Live. El tema oficial del evento fue "Breakin' Outta Hell" de Airbourne.

#### Antecedentes
En SummerSlam, Jinder Mahal derrotó a Shinsuke Nakamura para retener el Campeonato de la WWE debido a una distracción de The Singh Brothers (Samir y Sunil Singh). En el siguiente episodio de SmackDown, como castigo a The Singh Brothers por costarle a Nakamura su combate por el Campeonato de la WWE, el gerente general de SmackDown Daniel Bryan programó a Nakamura para enfrentarse a The Singh Brothers en un Handicap match que ganó Nakamura. Luego, Mahal atacó a Nakamura, pero Nakamura respondió con un Kinshasa. En el episodio del 29 de agosto, Nakamura y Randy Orton derrotaron a Mahal y Rusev. Después del combate, Orton atacó a Nakamura con un RKO. Un combate entre Nakamura y Orton por una oportunidad por el título fue programada para la semana siguiente, en el que Nakamura derrotó a Orton para enfrentar a Mahal por el Campeonato de la WWE en Hell in a Cell.
En SummerSlam, el comisionado de SmackDown Shane McMahon fue el árbitro especial invitado para el combate por el Campeonato de los Estados Unidos entre Kevin Owens y AJ Styles. Durante el combate, Owens intentó un cobertura, pero Shane vio que el pie de Styles estaba en la cuerda inferior y ordenó que el combate continuara. Un frustrado Owens empujó a Shane, quien lo empujó de vuelta, permitiendo a Styles vencer a Owens para retener el título. En el siguiente SmackDown, Shane le dio a Owens una última oportunidad por el título y también le permitió elegir al árbitro para el partido; Owens eligió a Baron Corbin. Durante el combate, Shane se hizo cargo de los deberes de árbitro después de que Corbin abandonó el combate, y Styles derrotó a Owens para retener el campeonato nuevamente. Dos semanas después, Shane atacó a Owens luego de que Owens hablara mal sobre sus hijos. Posteriormente, Shane fue suspendido indefinidamente por órdenes de su padre, Vince McMahon. La semana siguiente, Vince llamó a Owens, reinstauró a Shane y programó un Hell in a Cell match entre los dos en Hell in a Cell. Owens estuvo de acuerdo, pero después de estrecharse la mano, Owens le dio un cabezazo a Vince y lo atacó.
En el episodio del 29 de agosto de SmackDown, después de terminar su feudo con Kevin Owens, el campeón de los Estados Unidos, AJ Styles, reinstauró oficialmente el U.S. Championship Open Challenge, que fue respondido por Tye Dillinger. Baron Corbin también salió porque también quería responder al desafío, pero era demasiado tarde. Styles derrotó a Dillinger para retener el título y Corbin atacó a Dillinger, quien fue salvado por Styles. La semana siguiente, Dillinger se enfrentó a Corbin con Styles en comentarios; Corbin ganó el combate. Luego, tras bastidores, Styles ofreció a Dillinger una lucha por el título la semana siguiente y Dillinger aceptó. Durante el combate, Corbin intentó interferir, pero Styles lo atacó con un Phenomenal Forearm y luego derrotó a Dillinger. Después del combate, Styles estrechó la mano de Dillinger en señal de respeto, pero Corbin los atacó a ambos y dijo que sería el próximo retador por el título. Ese combate, sin embargo, no ocurrió ya que Corbin atacó a Styles antes del combate y Dillinger atacó a Corbin. La semana siguiente, Corbin tuvo una revancha con Dillinger con Styles nuevamente en el comentario. Corbin ganó el combate por cuenta fuera y declaró que ganaría el Campeonato de los Estados Unidos. Una lucha por el título entre Styles y Corbin fue programada para Hell in a Cell, pero el gerente general de SmackDown Daniel Bryan luego añadió a Dillinger durante el Kick-Off del evento mismo.

#### Resultados
- Kick-Off: Chad Gable & Shelton Benjamin derrotaron a The Hype Bros (Mojo Rawley & Zack Ryder) (10:20).[106][107]
  - Gable cubrió a Ryder después de una combinación de «Diving Somersault Neckbreaker» y «Sitout Powerbomb».
- The Usos (Jey Uso & Jimmy Uso) derrotaron a The New Day (Big E & Xavier Woods) (con Kofi Kingston) en un Hell in a Cell Match y ganaron el Campeonato en Parejas de SmackDown (22:00).[108][109]
  - Jimmy cubrió a Woods después de un «Double Uso Splash» sobre una silla.
- Randy Orton derrotó a Rusev (11:40).[108][110]
  - Orton cubrió a Rusev después de un «RKO».
- Baron Corbin derrotó a AJ Styles (c) y Tye Dillinger y ganó el Campeonato de los Estados Unidos (19:20).[108][111]
  - Corbin cubrió a Dillinger después de un «Phenomenal Forearm» de Styles.
  - Originalmente la lucha era sólo entre Corbin y Styles, pero el gerente general de SmackDown Live Daniel Bryan añadió a Dillinger durante el Kick-Off.
- Charlotte Flair derrotó a la Campeona Femenina de SmackDown Natalya por descalificación (12:15).[108][112]
  - Natalya fue descalificada después de atacar a Charlotte con una silla.
  - Como resultado, Natalya retuvo el título.
- Jinder Mahal (con The Singh Brothers) derrotó a Shinsuke Nakamura y retuvo el Campeonato de la WWE (12:10).[108][113]
  - Mahal cubrió a Nakamura después de un «Khallas».
  - Durante la lucha The Singh Brothers interfirieron a favor de Mahal, pero el árbitro los expulsó del ringside.
- Bobby Roode derrotó a Dolph Ziggler (11:35).[108][114]
  - Roode cubrió a Ziggler con un «Roll-up».
  - Después de la lucha, Ziggler aplicó un «Zig-Zag» a Roode.
- Kevin Owens derrotó a Shane McMahon en un Falls Count Anywhere Hell in a Cell Match (38:45).[108][115]
  - Owens cubrió a Shane después de fallar un «Leap of Faith» desde el techo de la celda sobre la mesa de comentarios en inglés.
  - Durante la lucha, Sami Zayn interfirió a favor de Owens apartando a este cuando Shane se preparaba para saltar, cambiando a heel.

### 2018
Hell in a Cell 2018 tuvo lugar el 16 de septiembre de 2018 desde el AT&T Center en San Antonio, Texas. El tema oficial del evento fue "Glory" de The Score y "Surrounded by darkness" de Amadeus Indetzki y Andre Pascher. 

#### Antecedentes
En SummerSlam, The Miz derrotó a Daniel Bryan, gracias a que la esposa de The Miz, Maryse, le dio un puño de acero que el árbitro no vio. En el siguiente SmackDown, The Miz y Maryse se burlaron del discurso de retiro de Bryan de dos años antes. Bryan y su esposa Brie Bella salieron y los confrontaron. Bryan llamó a The Miz cobarde por tener que hacer trampa para ganar y dijo que la gerente general de SmackDown, Paige, aprobó un combate de equipos mixtos entre Bryan & Brie y Miz & Maryse en Hell in a Cell.
En SummerSlam, durante el combate por el Campeonato de la WWE entre Samoa Joe y el campeón defensor AJ Styles, Joe se burló de Styles al faltarle el respeto a su esposa e hija, quienes estuvieron presentes. Un furioso Styles atacó a Joe con una silla de acero, lo que resultó en que Joe ganara por descalificación, pero Styles retuvo el título. En el siguiente SmackDown, Joe atacó a Styles durante una entrevista y siguió faltándole el respeto a la familia de Styles. El 24 de agosto, una revancha entre los dos por el título fue programada para Hell in a Cell.
En SummerSlam, Roman Reigns derrotó a Brock Lesnar para ganar el Campeonato Universal de la WWE. Antes de que comenzara el combate, el titular del contrato de Money in the Bank, Braun Strowman, salió y declaró que estaría cobrando el contrato al ganador del combate y se quedó en el ringside. Strowman, sin embargo, fue atacado por Lesnar durante el combate, quedando incapacitado e impidiéndole cobrar; esta distracción permitió a Reigns vencer a Lesnar. La noche siguiente en Raw, Strowman una vez más intentó cobrar su contrato cuando Reigns estaba defendiendo el campeonato contra Finn Bálor, pero fue detenido por Dean Ambrose y Seth Rollins quienes ayudaron a Reigns, reformando The Shield. La semana siguiente, Strowman confrontó a Reigns y anunció que iba a cobrar el contrato en Hell in a Cell en un Hell in a Cell match para que Ambrose y Rollins no pudieran interferir. En el episodio del 10 de septiembre de Raw, Mick Foley fue nombrado árbitro invitado especial para la lucha.

#### Resultados
- Kick-Off: The New Day (Big E & Kofi Kingston) (con Xavier Woods) derrotaron a Rusev Day (Rusev & Aiden English) (con Lana) y retuvieron el Campeonato en Parejas de SmackDown (8:55).[122][123]
  - Kingston cubrió a English después de un «Trouble in Paradise».
- Randy Orton derrotó a Jeff Hardy en un Hell in a Cell Match (24:50).[124][125]
  - Orton cubrió a Jeff después de que este cayera desde el techo de la celda hacia una mesa.
  - Después de la lucha, Jeff fue sacado en camilla.
- Becky Lynch derrotó a Charlotte Flair y ganó el Campeonato Femenino de SmackDown (13:50).[124][126]
  - Lynch cubrió a Flair tras revertir un «Spear» con un «Roll-up».
- Dolph Ziggler & Drew McIntyre derrotaron a The Shield (Dean Ambrose & Seth Rollins) y retuvieron el Campeonato en Parejas de Raw (24:52).[124][127]
  - Ziggler cubrió a Rollins después de un «Claymore Kick» de McIntyre.
- AJ Styles derrotó a Samoa Joe y retuvo el Campeonato de la WWE (19:00).[124][128]
  - Styles cubrió a Joe después de revertir un «Coquina Clutch» en un «Roll-up».
  - Durante el conteo, Styles se rindió, pero el árbitro no lo vio.
  - Después de la lucha, Styles atacó a Joe.
- The Miz & Maryse derrotaron a Daniel Bryan & Brie Bella (13:00).[124][129]
  - Maryse cubrió a Brie con un «Roll-up».
- Ronda Rousey (con Natalya) derrotó a Alexa Bliss (con Alicia Fox & Mickie James) y retuvo el Campeonato Femenino de Raw (12:02).[124][130]
  - Rousey forzó a Bliss a rendirse con un «Armbar».
  - Durante la lucha, Fox & James interfirieron a favor de Bliss y Natalya a favor de Rousey.
- El Campeón Universal de la WWE Roman Reigns y Braun Strowman terminaron sin resultado en un Hell in a Cell Match (con Mick Foley como árbitro especial invitado) (24:10).[124][131]
  - La lucha terminó sin resultado después de que Brock Lesnar atacara a Reigns y Strowman.
  - Durante la lucha, Dolph Ziggler & Drew McIntyre interfirieron a favor de Strowman, pero fueron atacados por Dean Ambrose & Seth Rollins.
  - Como resultado, Reigns retuvo el campeonato.
  - Strowman hizo efectivo su contrato Money in the Bank.

### 2019
Hell in a Cell 2019 tuvo lugar el 6 de octubre de 2019 desde el Golden 1 Center en Sacramento, California. El tema oficial del evento fue "Here We Go" de Chris Classic.

#### Antecedentes
En Clash of Champions, Seth Rollins retuvo el Campeonato Universal de la WWE contra Braun Strowman. Después de la lucha, Bray Wyatt apareció como su personalidad alterna "The Fiend" y atacó a Rollins. La noche siguiente en Raw, Rollins anunció que defendería el Campeonato Universal de la WWE contra "The Fiend" en un Hell in a Cell match en el evento.
En Clash of Champions, el combate por el Campeonato Femenino de Raw entre Becky Lynch y Sasha Banks terminó en una victoria por descalificación para Banks después de que Lynch golpeó sin darse cuenta al árbitro con una silla; por lo tanto, Lynch retuvo el título, ya que los títulos no cambian de manos por descalificación a menos que se estipule. La noche siguiente en Raw, Banks retó a Lynch a una revancha en Hell in a Cell, y Lynch aceptó en un Hell in a Cell match.

#### Resultados
- Kick-Off: Natalya derrotó a Lacey Evans (9:25).[134][135]
  - Natalya forzó a Evans a rendirse con un «Sharpshooter».
  - Después de la lucha, Natalya atacó a Evans.
- Becky Lynch derrotó a Sasha Banks en un Hell in a Cell Match y retuvo el Campeonato Femenino de Raw (21:50).[136][137]
  - Lynch forzó a Banks a rendirse con un «Dis-Arm-Her».
  - Antes de la lucha, Banks atacó a Lynch mientras descendía la celda.
- Roman Reigns & Daniel Bryan derrotaron a Luke Harper & Erick Rowan en un Tornado Tag Team Match (16:45).[136][138]
  - Reigns cubrió a Harper después de un «Superman Punch», un «Running Knee» de Bryan y un «Spear».
  - Después de la lucha, Reigns y Bryan se abrazaron en señal de respeto.
  - Esta fue la última lucha de Harper en WWE.
- Randy Orton derrotó a Ali (12:10).[136][139]
  - Orton cubrió a Ali después de un «RKO».
- The Kabuki Warriors (Asuka & Kairi Sane) derrotaron a Alexa Bliss & Nikki Cross y ganaron el Campeonato Femenino en Parejas de WWE (10:25).[136][140]
  - Asuka cubrió a Cross después de un «Green Mist» y un «Buzzsaw Kick».
- Braun Strowman & The Viking Raiders (Ivar & Erik) derrotaron a The O.C. (AJ Styles, Luke Gallows & Karl Anderson) por descalificación (8:15).[136][141]
  - The O.C. fue descalificado después de que Gallows y Anderson atacaran a Strowman constantemente.
  - Después de la lucha, ambos equipos se atacaron mutuamente.
  - Después de la lucha, Strowman atacó a Styles.
- Chad Gable derrotó a King Corbin (12:40).[136][142]
  - Gable cubrió a Corbin con un «Roll-up».
- Charlotte Flair derrotó a Bayley y ganó el Campeonato Femenino de SmackDown (10:15).[136][143]
  - Flair forzó a Bayley a rendirse con un «Figure Eight».
- El Hell in a Cell Match entre el Campeón Universal de la WWE Seth Rollins y "The Fiend" Bray Wyatt terminó detenido por el árbitro (17:30).[136][144]
  - El árbitro detuvo el combate después de que Rollins atacara a Wyatt con un mazo.
  - Como resultado, Rollins retuvo el título.
  - Después de la lucha, Wyatt atacó a Rollins.
  - Esta fué la primera y única lucha Hell In A Cell que se acabó descalificando.

### 2020
Hell in a Cell 2020 tuvo lugar el 25 de octubre de 2020 desde el Amway Center en Orlando, Florida debido a la pandemia de COVID-19. El tema oficial del evento fue "Welcome to My Hell" de Holy Wars.

#### Antecedentes
En Clash of Champions, Roman Reigns derrotó a Jey Uso para retener el Campeonato Universal de la WWE después de que el hermano lesionado de Jey, Jimmy Uso, tirara la toalla para evitar que Reigns agrediera repetidamente a Jey y lo obligara a reconocer a Reigns como el jefe tribal de la familia Anoa'i. Aunque Jey se negó, Jimmy reconoció a regañadientes a Reigns como el jefe tribal después del combate. En el siguiente SmackDown, se llevó a cabo una ceremonia de celebración para coronar a Reigns como el jefe tribal. Reigns, sin embargo, se negó a ser nombrado como tal debido a que Jey no lo reconoció y Reigns llamó a Jey para hablar. Después de que Jey continuó mirando el Campeonato Universal, Reigns le dio a Jey otra oportunidad por el título en Hell in a Cell con «las apuestas más altas de cualquier combate en la historia de la WWE», lo que Jey aceptó. El combate fue confirmado como un Hell in a Cell match al día siguiente. La semana siguiente, Reigns declaró que quería escuchar a Jey decir «I quit», convirtiendo el combate en el primer «I Quit» match disputado dentro de la estructura Hell in a Cell. En el episodio del 23 de octubre, después de que The Usos (Jey y Jimmy) engañaran a Reigns, lo que resultó en que Jey le tendiera una emboscada a Reigns, Reigns declaró que después de hacer que Jey dijera «I quit», Jey y Jimmy tendrían que aceptar órdenes y reconocer a Reigns como el jefe tribal o The Usos y sus familias inmediatas serían exiliados de la familia Anoa'i.
En SummerSlam y Clash of Champions, Drew McIntyre derrotó a Randy Orton para retener el Campeonato de la WWE, este último combate que se disputó en un Ambulance match. Durante ese combate, varias leyendas a las que Orton atacó durante los últimos meses regresaron para buscar su propia venganza contra Orton, incluidos Big Show, Christian, Shawn Michaels y Ric Flair. En el siguiente Raw, McIntyre celebró con las leyendas, sin embargo, antes de que terminara el programa, Orton atacó a todas las leyendas detrás del escenario en su salón privado. La semana siguiente, Orton desafió a McIntyre por el título en un Hell in a Cell match en el evento pago por visión homónimo, que McIntyre aceptó.
En Payback, Bayley & Sasha Banks perdieron el Campeonato Femenino en Parejas de la WWE. En el siguiente SmackDown, no tuvieron éxito en recuperar el campeonato. Después del combate, Bayley traicionó y atacó a Sasha Banks, volviéndose Banks face en el proceso. Después de que Bayley retuviera su Campeonato Femenino de SmackDown por descalificación en Clash of Champions, Banks apareció y atacó a Bayley con una silla de acero. En el siguiente SmackDown, Banks desafió a Bayley por el título en el episodio de la semana siguiente. Banks ganó el combate siguiente por descalificación después de que Bayley la atacara con una silla de acero. En un segmento entre bastidores, Banks desafió a Bayley a otro combate por el campeonato en Hell in a Cell dentro de la estructura del mismo nombre, que se confirmó al día siguiente.

#### Resultados
- Kick-Off: R-Truth derrotó a Drew Gulak  y retuvo el Campeonato 24/7 de la WWE (5:25).[156][157]
  - R-Truth cubrió a Gulak con un «Roll-up».
- Roman Reigns (con Paul Heyman) derrotó a Jey Uso en un «I Quit» Hell in a Cell Match y retuvo el Campeonato Universal de la WWE (29:20).[158][159]
  - Reigns ganó la lucha después de que Jey dijera «I Quit» tras ver como Reigns aplicaba un «Guillotine Lock» a Jimmy Uso.
  - Como resultado, The Usos tendrán que recibir órdenes de Reigns y reconocerlo como jefe tribal, o ellos y sus familias serían expulsados de la familia Anoa'i.
  - Si Reigns perdía, tendría que haber renunciado a ser el jefe tribal.
  - Después de la lucha, The Wild Samoans aparecieron para celebrar junto a Reigns.
  - Este fue el primer I Quit Match dentro de la estructura.
- Elias derrotó a Jeff Hardy por descalificación (7:50).[158][160]
  - Jeff fue descalificado después de golpear a Elias con una guitarra.
- The Miz (con John Morrison) derrotó a Otis (con Tucker) y ganó el contrato Money in the Bank (7:25).[158][161]
  - The Miz cubrió a Otis después de que Tucker lo golpeara con el maletín.
  - Durante la lucha, Morrison interfirío a favor de The Miz, pero fue expulsado por el árbitro.
  - Después de la lucha, Otis y Tucker se atacaron tras bastidores.
- Sasha Banks derrotó a Bayley en un Hell in a Cell Match y ganó el Campeonato Femenino de SmackDown (26:35).[158][162]
  - Banks forzó a Bayley a rendirse con un «Bank Statement» reforzado con una silla.
  - Como consecuencia, Banks se convirtió en la tercera Campeona Grand Slam.
- Bobby Lashley (con MVP) derrotó a SLAPJACK y retuvo el Campeonato de los Estados Unidos (3:50).[158][163]
  - Lashley forzó a SLAPJACK a rendirse con un «Full Nelson».
  - Después de la lucha, RETRIBUTION atacó a Lashley, pero fueron detenidos por The Hurt Business.
- Randy Orton derrotó a Drew McIntyre en un Hell in a Cell Match y ganó el Campeonato de la WWE (30:35).[158][164]
  - Orton cubrió a McIntyre después de un «RKO».

### 2021
Hell in a Cell 2021 tuvo lugar el 20 de junio de 2021 desde el Yuengling Center en Tampa, Florida, debido a la pandemia de COVID-19. El tema oficial del evento fue "Straight to Hell" de Ozzy Osbourne. Fue el último evento de la llamada "Era ThunderDome".

#### Antecedentes
En WrestleMania Backlash, Bobby Lashley derrotó a Drew McIntyre y Braun Strowman para retener el Campeonato de la WWE. La noche siguiente en Raw, MVP y Lashley lanzaron un desafío abierto a cualquiera en el elenco de Raw excepto McIntyre y Strowman. Más adelante en el evento principal, se reveló que el desafío abierto era solo enfrentar a Lashley en lugar de un combate por el título. Kofi Kingston de The New Day respondió al desafío y derrotó a Lashley gracias a la distracción de McIntyre. La semana siguiente, el oficial de la WWE Adam Pearce programó un combate entre McIntyre y Kingston donde el ganador se enfrentaría a Lashley por el Campeonato de la WWE en Hell in a Cell, solo para que terminara sin resultado luego de la interferencia de Lashley y MVP. Se programó una revancha para la semana siguiente en la que si Lashley y/o MVP estaban en el ring o interferían en el combate, Lashley sería suspendido por 90 días sin paga; McIntyre derrotó a Kingston para ganar otro combate por el título contra Lashley en Hell in a Cell. Durante la firma del contrato del combate en el episodio del 7 de junio, el combate se convirtió en un Hell in a Cell match con una estipulación adicional de que esta sería la última oportunidad de McIntyre por el Campeonato de la WWE mientras Lashley sea el campeón.
En WrestleMania Backlash, Rhea Ripley derrotó a Charlotte Flair y Asuka para retener el Campeonato Femenino de Raw. La noche siguiente en Raw, Flair se enfrentó a los oficiales de la WWE Adam Pearce y Sonya Deville, exigiendo otra oportunidad contra Ripley por el campeonato ya que RIpley había cubierto a Asuka y no a Flair en el combate. Pearce y Deville declararon que si Flair ganaba su combate contra Asuka, lo considerarían. Sin embargo, Flair perdió el combate gracias a una distracción de Ripley. La semana siguiente, sin embargo, Flair derrotó a Asuka. Luego se programó un combate entre Ripley y Flair por el título para Hell in a Cell.
En WrestleMania Backlash, Bianca Belair derrotó a Bayley para retener el Campeonato Femenino de SmackDown. En el siguiente SmackDown, la oficial de la WWE Sonya Deville organizó un desfile de campeones para celebrar a los campeones de SmackDown. Bayley interrumpió, cuestionando que no fue reconocida como la Campeona Femenina de SmackDown con el reinado más largo y afirmó que Belair había hecho trampa en Backlash usando su cabello como arma. En el episodio del 4 de junio, Belair desafió a Bayley a una revancha en Hell in a Cell con el título en juego y Bayley aceptó. Dos semanas después, Belair cambió la estipulación de su partido a un Hell in a Cel match.

#### Resultados
- Kick-Off: Natalya (con Tamina) derrotó a Mandy Rose (con Dana Brooke) (9:45).[173][174]
  - Natalya forzó a Rose a rendirse con un «Sharpshooter».
- Bianca Belair derrotó a Bayley en un Hell in a Cell Match y retuvo el  Campeonato Femenino de SmackDown (19:45).[175][176][177]
  - Belair cubrió a Bayley después de un «KOD» sobre una escalera.
- Seth Rollins derrotó a Cesaro (16:15).[175][178][179]
  - Rollins cubrió a Cesaro con un «Roll-Up».
- Alexa Bliss derrotó a Shayna Baszler (con Nia Jax & Reginald) (7:00).[175][180][181]
  - Bliss cubrió a Baszler después de un «Twisted Bliss».
- Sami Zayn derrotó a Kevin Owens (12:40).[175][182]
  - Zayn cubrió a Owens después de un «Helluva Kick».
- Charlotte Flair derrotó a la Campeona Femenina de Raw Rhea Ripley por descalificación (14:10).[175][183][184]
  - Ripley fue descalificada después que atacara a Flair con la cobertura de la mesa de comentarios.
  - Después de la lucha, Ripley atacó a Flair.
  - Como resultado, Ripley retuvo el título.
- Bobby Lashley (con MVP) derrotó a Drew McIntyre en un Last Chance Hell in a Cell Match y retuvo el Campeonato de la WWE (25:43).[175][185][186]
  - Lashley cubrió a McIntyre con un «Roll-Up».
  - Durante la lucha, MVP interfirió a favor de Lashley.
  - Como resultado, McIntyre no tendrá otra oportunidad por el título mientras Lashley sea campeón.

### 2022
Hell in a Cell 2022 tuvo lugar el 5 de junio de 2022 en el Allstate Arena en Rosemont, Illinois. El tema oficial del evento fue "Straight to Hell" de Ozzy Osbourne.

#### Antecedentes
Después de que Cody Rhodes derrotara a Seth "Freakin" Rollins tanto en WrestleMania 38 (su combate de regreso a la WWE desde 2016) como en WrestleMania Backlash, recibió una oportunidad titular al Campeonato de los Estados Unidos contra Theory en el episodio del 9 de mayo de Raw. Sin embargo, durante el combate, Rollins atacó a Rhodes costándole el combate y haciendo que Theory retuviese el campeonato pese a caer por descalificación. La semana siguiente, Rhodes tomó represalias contra Rollins y lo desafió a un tercer combate entre ambos en Hell in a Cell, solo que esta vez dentro del Hell in a Cell match, que Rollins aceptó.
En WrestleMania 38, Bianca Belair derrotó a Becky Lynch para ganar el Campeonato Femenino de Raw. En el episodio del 25 de abril de Raw, Lynch volvió a hacer una promo en la que quería una revancha contra Belair, pero Asuka hizo un regreso sorpresa después de nueve meses de inactividad debido a una lesión. El oficial de la WWE Adam Pearce le dio a Asuka la oportunidad de enfrentarse a Belair en una lucha de aspirantes al campeonato el 9 de mayo; sin embargo, este terminó sin resultado después de que Lynch atacara a ambas. La semana siguiente, Asuka derrotó a Lynch para ganarse el derecho a enfrentar a Belair por el campeonato en Hell in a Cell. En el episodio del 23 de mayo, a Lynch se le dio otra oportunidad de enfrentar a Asuka con la estipulación adicional de que al ganar sería añadida a la lucha, lo cual efectivamente pasó, convirtiéndola en un Triple Threat match por el campeonato en Hell in a Cell.
En WrestleMania 38, Bobby Lashley derrotó a Omos, quien sufrió su primera derrota por pinfall. La noche siguiente en Raw, MVP traicionó a Lashley y se alineó con Omos bajo el argumento de que Lashley había olvidado quien era el hombre que lo sacó de la nada para guiarlo hacia el Campeonato de la WWE. En WrestleMania Backlash, Omos derrotó a Lashley con la ayuda de MVP. Posteriormente en el episodio del 16 de mayo de Raw, Lashley derrotó a Omos nuevamente, esta vez en un Steel Cage match cuando este último lo arrojó a través de la jaula, lo que le permitió ganar. La semana siguiente, con Lashley queriendo poner fin a su rivalidad, desafió a MVP a un combate donde el ganador elegiría la estipulación de su combate contra Omos en Hell in a Cell. Gracias a la interferencia de Omos, MVP derrotó a Lashley por cuenta fuera, y ambos decidieron que la estipulación en Hell in a Cell sería un 2 on 1 Handicap match enfrentando a Lashley.

#### Resultados
- Bianca Belair derrotó a Asuka y Becky Lynch y retuvo el Campeonato Femenino de Raw (18:55).[193][194]
  - Belair cubrió a Asuka después de un «Manhandle Slam» de Lynch.
- Bobby Lashley derrotó a Omos & MVP en un 2-on-1 Handicap Match (8:25).[193][195]
  - Lashley forzó a MVP a rendirse con un «Hurt Lock».
  - Durante la lucha, Cedric Alexander interfirió a favor de Lashley.
- Kevin Owens derrotó a Ezekiel (9:20).[193][196]
  - Owens cubrió a Ezekiel después de un «Stunner».
- The Judgment Day (Edge, Damian Priest & Rhea Ripley) derrotaron a AJ Styles, Finn Bálor & Liv Morgan (16:00).[193][197]
  - Edge cubrió a Bálor después de un «Spear».
  - Esta fue la última lucha de Edge como miembro de Judgment Day.
  - Durante la lucha, el árbitro no descalificó a nadie al ver que Styles, Bálor, Morgan, Edge, Priest y Ripley estaban en el Ring atacándose mutuamente.
- Madcap Moss derrotó a Happy Corbin en un No Holds Barred Match (12:05).[193][198]
  - Moss cubrió a Corbin después de atacarlo con el escalón.
  - Después de la lucha, Corbin tuvo que ser sacado en camilla.
- Theory derrotó a Mustafa Ali y retuvo el Campeonato de los Estados Unidos (10:25).[193][199]
  - Theory cubrió a Ali después de un «ATL».
- Cody Rhodes derrotó a Seth "Freakin" Rollins en un Hell in a Cell Match (24:20).[193][200]
  - Rhodes cubrió a Rollins después de atacarlo con un mazo.
  - Antes del evento, Rhodes sufrió un desgarro en el músculo pectoral, lo que supuso que la lucha fuese cancelada; sin embargo, WWE anunció que Rhodes estaba en condiciones de competir.
  - Esta lucha fue calificada con 5 estrellas por el periodista Dave Meltzer, siendo el primer combate en el roster principal en obtener esa calificación desde 2011.